# We're All Going to the World's Fair
Pour plus de détails, voir Fiche technique et Distribution.
We're All Going to the World's Fair est un film américain réalisé par Jane Schoenbrun, sorti en 2021.

## Synopsis
Casey, une adolescente, participe à un défi horrifique en ligne. Elle prononce la phrase « I want to go to the World's Fair » trois fois devant son écran d'ordinateur et commence à documenter son expérience.

## Fiche technique
- Titre : We're All Going to the World's Fair
- Réalisation : Jane Schoenbrun
- Scénario : Jane Schoenbrun
- Musique : Alex G
- Photographie : Daniel Patrick Carbone
- Montage : Jane Schoenbrun
- Production : Sarah Winshall et Carlos Zozaya
- Société de production : Dweck Productions et Flies Collective
- Société de distribution : Utopia (États-Unis)
- Pays de production:  États-Unis
- Genre : Drame et horreur
- Durée : 86 minutes
- Dates de sortie : 
  - États-Unis : 31 janvier 2021 (Festival du film de Sundance)
  - États-Unis : 22 avril 2022

## Distribution
- Anna Cobb : Casey
- Michael J Rogers : JLB
- Theo Anthony : l'homme sur le tapis rouland
- Holly Anne Frink : la fille plastique

## Accueil
Le film a reçu un accueil favorable de la critique. Il obtient un score moyen de 78 % sur Metacritic.